# Herr Vogt

Erstausgabe, London 1860

Herr Vogt ist eine Ende 1860 von Karl Marx im Londoner Exil veröffentlichte Streitschrift, die sich gegen publizistische Angriffe des nach Genf emigrierten Politikers und Naturwissenschaftlers Carl Vogt richtet. Das Werk ist zugleich ein Zeitkommentar zur politischen Lage im nachrevolutionären Europa.

## Hintergrund
Vogt hatte am 1. April 1859 eine Schrift an verschiedene deutsche Emigranten in London gesandt, unter ihnen der Dichter Ferdinand Freiligrath und der ehemalige badische Revolutionär Karl Blind, in der er eine deutsche Unterstützung Österreichs gegen Napoleon III. ablehnte und im Sinne dieses Programmes für die Mitarbeit an einer neuen Wochenzeitung warb. Marx, den Freiligrath um eine politische Einschätzung gebeten hatte, tat Vogts Programm  als „Kannegießerei“ ab. Gegenüber Friedrich Engels erklärte Marx, dass das Programm eine revolutionäre Entwicklung in Deutschland unmöglich mache. Auch Blind wandte sich an Marx und behauptete, Beweise zu besitzen, dass Vogt ein von Napoleon III. bezahlter Landesverräter sei. Marx sprach über Blinds Behauptungen mit Elard Biscamp, dem Redakteur der Londoner Emigrantenzeitung Das Volk, der daraufhin in dem Blatt Vogt spöttisch einen „Reichsregenten als Reichsverräter“ nannte und die Ausgabe an Vogt sandte.
Vogt reagierte, indem er im Mai 1859 in der Bieler Zeitschrift Handelscourier seinerseits Marx als Chef einer „Clique von Flüchtlingen“ denunzierte, die zuvor in der Schweiz als „Bürstenheimer“ oder „Schwefelbande“ bekannt gewesen und nun mit dem Anspinnen von Verbindungen und Verschwörungen beschäftigt sei.
Blind ließ ohne Kenntnis der Redaktion in der Druckerei des Volk ein anonymes Flugblatt drucken, in dem Vogt als französischer Spion denunziert wurde. Das Flugblatt wurde in der Augsburger Allgemeinen Zeitung veröffentlicht.
Hierauf verklagte Vogt die Allgemeine Zeitung, aber seine Klage wurde abgewiesen. Darüber berichtete Vogt im Dezember 1859 in seiner Schrift Mein Prozeß gegen die Allgemeine Zeitung, wo er Marx und der Schwefelbande unter anderem vorwarf, von London aus deutsche Teilnehmer der 48er-Revolution mit der Drohung des Verrates von vertraulichen Kenntnissen an die deutsche Obrigkeit um Geld zu erpressen. Die Berliner National-Zeitung begrüßte Vogts Schrift in zwei Leitartikeln und beschuldigte Marx einer Reihe von krimineller und verwerflicher Handlungen.
Marx ließ deswegen die National-Zeitung in Preußen über drei Instanzen verklagen, wurde aber jeweils abgewiesen. Daraufhin verfasste er eine ausführliche literarische Entgegnung mit dem Titel Herr Vogt, was ihn von Januar bis November 1860 beschäftigte.

## Folgen
Obwohl Ferdinand Lassalle und Friedrich Engels Marx zu einer Veröffentlichung in Deutschland geraten hatten, ließ er die Schrift bei einem deutschen Verleger in London drucken, mit dem er eine Teilung der Gewinne und Verluste vereinbarte. Der Verleger ging allerdings in Konkurs und verklagte Marx, der daraufhin auf den gesamten Kosten sitzen blieb.
Nachdem sie das Manuskript für den Druck abgeschrieben hatte, erkrankte Marx’ Ehefrau Jenny schwer an Pocken, worauf die Kinder das Haus verlassen mussten, während Marx und die Haushälterin Helene Demuth die Pflege Jennys übernahmen.

## Rezeption
Oft wurde bedauert, dass sich Marx mit der Beantwortung der Anschuldigungen abgegeben hat. So schreibt Franz Mehring:

„Viele der Emigrantengeschichten, auf die Marx eingehen mußte, weil der Angreifer ihn dazu zwang, sind heute mit Recht verschollen, und man wird schwer ein Gefühl des Unbehagens los, wenn man diesen Mann sich verteidigen hören muß gegen verleumderische Angriffe, die nicht einmal den Saum seiner Schuhsohlen beflecken konnten.“

Er lobt allerdings die literarischen Qualitäten der Schrift und attestiert Marx den „Witz eines Shakespeare“, wenn er Vogt mit John Falstaff vergleicht. Marx’ „gewaltige Belesenheit in alter und neuer Literatur“ liefere ihm „Pfeil auf Pfeil, um sie mit tödlicher Sicherheit auf den dreisten Verleumder abzuschnellen“.
Lothar Bucher bezeichnete die Schrift als ein Kompendium der Zeitgeschichte, Lassalle nannte sie „ein in jeder Beziehung meisterhaftes Ding“ und Engels zog sie Marx’ Schrift Der achtzehnte Brumaire des Louis Bonaparte vor und erachtete sie für die beste von Marx’ polemischen Arbeiten.
Später trat die Arbeit gegenüber den anderen Arbeiten von Marx etwas in den Hintergrund und konnte Politiker wie Heinrich von Treitschke und Ludwig Bamberger in Auseinandersetzung mit der Sozialdemokratie nicht daran hindern, die Anschuldigungen Vogts zu wiederholen.

## Ausgaben
- Herr Vogt. A. Petsch & Co, London 1860, Digitalisat in der Google-Buchsuche
- MEW. Band 14, Dietz, Berlin 1972, S. 381–686
- Marx-Engels-Gesamtausgabe. Abteilung I, Band 18. Dietz Verlag, Berlin 1984, S. 51–339 und 746–867